# Хохдорф (Люцерн)
Хохдорф (нем. Hochdorf LU) — коммуна в Швейцарии, в кантоне Люцерн. 
Входит в состав округа Хохдорф. Население составляет 8087 человек (на 31 декабря 2006 года). Официальный код — 1031.